# Политика
 Тази статия е за обществения процес.  За книгата на Аристотел вижте Политика (Аристотел).  
Политиката (от старогръцки: πολιτικός, гръцки: πόλις [p'olis] – град, държава, свързано с жителите на града или държавата) е умението да се управлява полисът и действието по управлението, осъществява се организиран контрол над населението.
Този процес може да се изразява в начина на получаване или поддържане на подкрепа за общи или обществени действия. Макар че обикновено терминът се прилага за правителствата, политиката се наблюдава при всички човешки групови взаимодействия, включително корпоративни, академични или религиозни. Разнообразни методи се използват в политиката, които включват рекламиране на собствените политически възгледи сред хората, преговори с други политически групировки, създаване на закони и упражняване на сила, включително война срещу противниците. Политиката се упражнява върху широк кръг социални нива, от кланове и племена на традиционните общества, минавайки през модерните местни власти, фирми и институции и се стигне до суверенни държави и до международно ниво.
Политическото поведение се изучава от науката политология. Тя е основен обект на изследване от страна и на политическата философия.

## История, произход и дефиниция на термина
Терминът произлиза от латинската дума politica, която от своя страна идва от гръцкото πολιτική τέχνη („гражданско изкуство“). Първото му засвидетелствано използване на български е от 1837 година, с ударение на второто „и“, като според различни автори думата е заета от гръцки или френски. Появилата се по-късно форма „полѝтика“ е резултат на руско влияние.
Политиката предполага разнообразие от възгледи, ако не относно крайните цели, то поне относно най-подходящите средства за постигането им. Терминът се употребява в единствено число и обозначава процес, при който група хора, чиито интереси са първоначално различни, достигат до колективни решения, които най-общо се смятат за обвързващи за групата и наложени като обща политика. Най-често прилагателното „политически“ в този му смисъл касае партиите, правителствата, международните отношения, науките – например политически теории, политическа икономия.
Така значенията на термина „политика“ могат да се обобщят в две групи. Първата се свежда до поддържане и провеждане на определен курс от действия чрез вземане на решения, които включват тактика, стратегия, цел и други. Втората се свежда до взаимоотношенията на големи социални групи, в които те изразяват и отстояват интересите си. В политиката основна е също така връзката между политиката и властта.
Повечето съвременни автори стигат до извода, че политиката и властта биват взаимно свързани и взаимно определени. Александър Галкин и Фьодор Бурлацки определят политиката като форма на взаимоотношение между класите, социалните групи, нациите, която е свързана с проявите на властта и дейността на властването.
Ценностите са общата основа на политиката и властта. Властта представлява политически феномен, а политиката представлява властване, защото бива субективно разпределение на ценностите между нациите, класите, прослойките, народностите и изобщо между големи социални групи в обществото.
От друга страна, „политика“ (употребявана често неправилно в множествено число, политики) може да има и по-тясно значение и да изразява конкретен план или основни принципи за действие, към които дадена организация се придържа в изпълнението на някакво начинание. Тази употреба е характерна за по-съвременния език, като на английски за нея си има отделна дума policy, но на български тя се превежда като „политика“ или (списък от) „принципи“ или „правила“ – например Уикипедия:Препоръки_и_правила. При тази употреба „политика“ означава, че организацията е формулирала определени принципи, към които да се придържа и декларира публично, че се ангажира с тях. Една популярна употреба в този смисъл е „политика за защита на информацията“ или „политика за защита на личните данни“, която се среща често в Интернет.
Има няколко различни идеи за природата и произхода на политиката:
- Теологична – В съответствие с тази гледна точка, политиката, както и живота като цяло, има божествен произход.
- Антропологическа. Този подход свързва политиката с човешката природа: предполага се, че съответния вид общуване и взаимодействие с другите хора е продиктуван от същността на човека (и от друга страна, сам влияе върху тази същност, което води до редица самоограничения и други характерни черти, които отличават човека от животните).
- Биологична. Това тълкуване предполага точно обратното – че природата на политиката трябва да се разбира въз основа на общите човешки и животински начала – като например агресивността, инстинкта за самосъхранение, борбата за оцеляване и т.н. Етологът Конрад Лоренц по-специално свързва агресивността с войните, революциите и други конфликти, които се случват в живота на обществото.
- Психологическа. Според тази гледна точка, основният източник на политическо взаимодействие между хората са нуждите, интересите, емоциите и други прояви на човешката психика.
- Социална. Съответстващият подход предполага, че политиката е продукт на обществото и се формира по време на еволюцията му – едновременно с нарастването на неговата сложност и развитието на социалната стратификация. Като отправна точка за социалните промени се счита неолитната революция, която повлиява както на формите на стопанство, така и на начина на живот на хората като цяло. Логиката на появата на политиката при този възглед е следната:
  - Повишаването на производителността на човешката дейност обуславя появата на частната собственост. Тя, от своя страна, допринася за развитието на икономиката, специализацията ѝ, както и формирането на нови социални обединения, задълбочава самостоятелността и независимостта на личността, което ѝ позволява да постигне определено положение в обществото по икономически начин, както и засилва разслоението на обществото по имуществен признак, пораждайки конфликти.
  - Социалната диференциация, включително и по етнически и религиозен признак, става все по-силно изразена.
  - Прирастът на населението и повишаването на икономическата активност актуализират въпроса за независимостта на една или друга общност от други, а също и задачата за запазване на целостта на територията, намираща се под контрола на споменатата общност.

Съответно, политиката възниква във връзка със загубата на възможността за решаване на горните проблеми и конфликти по традиционните начини – посредством обичаи, морални нагласи и др. Заедно с правото, политиката служи като един от новите регулатори, предназначени за решаване на тези проблеми. Освен това със същата цел се формира и държавата – като нова форма на организация и управление на живота на хората. По този начин, концепцията за политика е пряко свързана с понятията за държава и власт. Концепцията на политолога Дюверже отделя три форми на власт – анонимна, индивидуализирана и институционализирана, като първите две са определени като преддържавни, а третата – като изцяло държавна, имаща обществен характер и обуславяща появата на политиката.

## Същност
По време на развитието на научната и философска мисъл са предлагани различни определения за политика: „царско изкуство“, което се състои в притежаването на набор от конкретни (ораторски, военни, правни и т.н.) умения да се „защитят всички граждани и да се направят най-добрите от най-лошите“ (Платон); знание за правилно и мъдро управление (Николо Макиавели); ръководство на държавния апарат или влияние върху това ръководство (Макс Вебер); борба на класови интереси (Карл Маркс).
Политиката е многопластово социално явление, което може да се разглежда като средство за самостоятелно регулиране на обществото. Понастоящем съществуват редица определения на политиката, предлагани от различни теоретични направления, които подчертават един или няколко от основните аспекти на политическата дейност: институционален, правен, икономически, психологически, социален, антропологически и др.

### Основни подходи
Исторически, основните тенденции при определянето на същността на политиката, както и в областта на създаването ѝ, могат да бъдат обобщени в рамките на съвкупности от различни теоретични подходи. Те могат да бъдат класифицирани както следва:
- Субстанционален. Този подход към политиката непосредствено я свързва с понятието за власт, определяйки политиката или като управление с помощта на власт, или като желание да се постигне и съхрани такава. С тези направления се асоциират разбиранията за политиката, представени в творбите на Макиавели, Макс Вебер и Карл Маркс.
- Институционален. В този случай, вниманието е съсредоточено върху конкретна организация или определена общност от хора, изпълняваща функциите на властта. Обикновено, в качеството на ключова институция се посочва държавата (към такива възгледи се придържа например Ленин), но има и други варианти, които се фокусират върху други обществени институции.
- Социологически. При този подход обществото се разглежда като съвкупност от структурно организирани групи, реализиращи потребностите и интересите си чрез власт, а политиката съответно се разглежда като една или друга форма на дейност на тези социални групи при реализирането на потребностите и интересите.
- Телеологичен. Това разбиране за същността на политиката е свързано с понятията за организиране, целесъобразност и достигане на целите, при което определението на термина „политика“ е разширено значително.

Освен това в модерната политология съществуват два противоположни подходи при разбирането на политиката: консенсусен и конфронтационен. Първият включва решаването на проблеми чрез не насилствени и не конфликтни методи, чрез сътрудничество и търсене на компромиси, и политиката при него се разглежда като дейността за постигане на съгласие между гражданите. При втория подход политиката се смята за сфера на сблъсък на интереси, област на противопоставяне, предполагаща доминирането на по-силните субекти или организации над по-слабите. Трябва обаче да се отбележи, че не трябва да се преувеличава значението и важността на някой от тези подходи: политиката е продукт на борбата между двете разнопосочни тенденции (сблъсъкът на интереси и търсенето на равновесие), което всъщност изравнява консенсусния и конфликтния подход помежду им.

### Алтернативни определения
- „Борба на множество интереси“ (управление с отчитане на интересите на всички слоеве на обществото). Определението е свързано с етимологията на гръцката дума πολιτικός, в която πολι означава „множество, много“, а τικός – „интерес“; (дословно – множество интереси). Така, държавните служители в полисите на древна Гърция се наричат „политикос“, а гражданите, които малко се интересуват от участие в политическия живот на града си – ιδιοτικός („идиотикос“).;[4]
- „Изкуство на допустимото“. Историята свидетелства за манипулиране и агресивност при политиката на много владетели. Политиката е управление, инструмент, и е нужно да се различава от целите.
- „Всеобхватен феномен на обществения живот, проникващ във всичките му форми и включващ в себе си всички форми на социалната активност на хората, всички видове дейности по организирането и ръководството им в рамките на процесите на производство.“;[5]
- Управление на разпределението на ресурсите;
- Сфера на дейност на обществото, свързана с получаването, задържането и използването на властта;
- „Стремеж към участие във властта или оказване на влияние при разпределянето ѝ, между държави или в държавата между групи хора.“;[6]
- „Участие в държавните дела, определянето на формата, задачите и съдържанието на дейностите на държавата.“;[7]
- Деѝността на дадена организация (поведенческия ѝ модел) при реализиране на целите ѝ (интересите ѝ) – например техническа политика;
- Всяка програма за действие, всички видове дейности по самостоятелното ръководство или управление на нещо или някой. Съответно в това ѝ значение може да се говори например за валутна политика на банка, за училищна политика на община, за семейна политика на жените по отношение на мъжете и децата и т.н.;
- Съвкупност от мерки и действия, насочени към постигане на желан резултат;
- Форма на общественото съзнание, изразяваща корпоративните интереси на съобществата и проявяваща се в гражданското общество (или държавата) във вид на течения, движения, профсъюзи и други обществени организации и обединения по специфични интереси. Наѝ-организираните от тях са партиите и църквата;
- Изкуство за обединяване на хората;
- Борба за правото да се установяват правилата на играта;
- Изкуство на злото в името на доброто (философско-етично определение в широкия му смисъл);
- Изпълняваната стратегия от някой при предлагане на права и свободи. Например може да се предложат права, различни от правата, предлагани от друга политика;
- Мерките и действията, предприемани от ръководните лица с цел осъществяване на идеи за това как трябва да е устроено нещо в подвластната им среда.

## Функции
В съответствие с предназначението си, политиката има редица основни функции:
- Изпълнение на интересите на социалните групи, които имат значение от гледна точка на властта.
- Регламентиране и оптимизиране на процесите и взаимоотношенията, които съществуват в обществото, както и на условията, при които се осъществяват труд и производство.
- Осигуряването както на приемственост при развитието на обществото, така и на приемането на нови модели на еволюцията му (т.е. иновации).
- Рационализиране на отношенията между хората в социума, смекчаване на противоречията в обществото и търсенето на разумни решения при възникнали проблеми.

## Структура
В политиката се обособяват субекти, или действащи лица – свободни и самостоятелни участници в политическия процес (например определена общност от хора, институции, организации и т.н.), както и обекти – социалните явления, които по някакъв начин целенасочено си взаимодействат субектите. В резултат на това взаимодействие възникват политическите отношения, които, от своя страна, се определят от политическите интереси на субектите. На всички тези структурни елементи оказват влияние политическото съзнание (съвкупността от ценности, идеи, емоции и др.) и политическата култура. Сумирането на тези компоненти образува появата на явления на по-високо абстрактно ниво – политическата система, политическия режим и политическите процеси.

## Видове
Класификацията на видовете политика се осъществява въз основа на няколко признака:
1. Според целевите сфери на обществата: икономическа, социална, научно-техническа, военна и т.н.
2. Според направлението или мащаба: вътрешна и външна.
3. Според съдържанието и характера: прогресивна, реакционна, научно–обоснована и волунтаристична.
4. Според субектите: политика на глобалното общество, на държавата, на организацията и т.н.

## Политика и общество
Политиката съответства на обективните потребности на обществото в материален и духовен аспект и на действителния капацитет на държавата, най-вече икономически, както и на спецификата му в аспект на национално-етническите отношения, съчетани с географското и политическото положение. Политиката съответно може да ускори или напротив, да забави развитието на дадено общество.
В основата на политическите процеси лежи съвкупността от идеите и методите за изпълнението им. Политиката има временен характер, тоест може да се промени поради смяна на ръководителите (лидерите).

### Политическа партия
Политическите партии са свободни сдружения на граждани със сходни интереси и виждания, създадени с цел да съдействат за формиране и изразяване на политическата воля на народа чрез избори или по друг демократичен начин. Всички партии имат равни права на участие в политическия живот. Държавата им съдейства при еднакви условия за решаване на техните въпроси по осъществяване на дейността им.
Политическата идеология се основава на описанието на концепциите за явления и механизми, процеси и управленски структури. Политизирането на управлението често демонстрира противопоставянето на идеологии и манипулации в полза на управление в сянка и лобиране в полза на интересите на трети лица извън управлението. Политическите партии могат да разглеждат управлението на държавата по различен начин. По този начин, политиката на държавата се определя от баланса и/ или противопоставянето на различните идеологии.
Обикновено партиите се асоциират с определени цветове, които ги отличават от другите партии. Червеният, като правило, е запазен за левите партии: комунисти, социалисти и т.н. Цветът, използван от консервативните партии е синият и/или черният. Изключение правят в САЩ, републиканската партия – червен, а демократичната – син. Жълтият цвят най-често е използван от либералите. Зеленият се асоциира с партията на зелените (защитниците на обкръжаващата среда, на природата) и ислямистките партии. Кафявият обикновено се свързва с фашистките и неонацистките партии, а червено и черно – с анархистите.
Към 2009 година в България са регистрирани 339 политически партии.

### Политически спектър
Напоследък политическите анализатори и политиците разделят политиката на лява и дясна в политическия спектър. Често се използва идеята за центристка политика, обозначаваща средния път между двете крайни направления на дясното и лявото. Тази класификация е сравнително ново явление (не се използва от Аристотел или Хобс например) и датира от времето на Френската революция.
Прави се и разграничение между либерали и централисти, според което истинското противопоставяне е между централистите, според които държавата трябва да се намесва на пазара с тежест и другите, според които държавата трябва да има само остатъчна функция спрямо пазара.
Разделението дясно-ляво в политическото пространство е обект на дълги дискусии, като се намесват критерии за разграничение като свободата и равенството и най-вече различното им схващане. Според италианския политолог Норберто Бобио, различието между дясното и лявото не са едно дясно равенство и едно ляво равенство, а спрямо различния начин на схващане на отношението равенство-неравенство отдясно и отляво. Бобио разглежда и емоционалното значение на термините. Според него допреди десетина година принадлежността към левицата се е смятало за срамно в Италия, докато днес е обратното. Той изказва мнението, че периодично се променя оценъчното значение на термините, но въпреки това двойката дясно-ляво продължава да описва относително стабилни реалности.
Авторитаризмът и либертарианството се отнасят до размера на индивидуалната политическа свобода, която всеки човек притежава в дадено общество по отношение на държавата. Маркус Кемелмайер описва авторитарните политически системи като такива, в които „индивидуалните права и цели са подчинени на групови цели, очаквания и съответствия“, докато либертарианците като цяло се противопоставят на държавата и издигат личността като суверен. В най-чистата си форма, либертарианците са анархисти, които се застъпват за пълното премахване на държавата, на политическите партии и на други политически организации, докато най-ярките представители на авторитаризма са, на теория, тоталитарните режими, които поддържат държавния контрол над всички аспекти на обществото.
Например класическият либерализъм (известен също като лесе-фер или в по-голямата част от света просто като либерализъм) е доктрина, която подчертава индивидуалната свобода и ограничената намеса на държавата. Тя включва значението на човешкия разум, индивидуалната собственост, свободния пазар и естествените права, защитата на гражданските свободи, конституционното ограничаване на управлението, както и запазването на индивидуалната свобода, както е описано в трудовете на Джон Лок, Адам Смит, Дейвид Хюм, Давид Рикардо, Волтер, Монтескьо и други. Според либертарианския Институт за хуманитарни изследвания, „Либертарианската (или „класическата либерална“) гледна точка е, че индивидуалното благополучие, просперитет и социална хармония се насърчават при колкото е възможно повече свобода и само толкова управление, колкото е необходимо.“.
За анархиста и политически философ Сюзън Браун „Либерализмът и анархизмът са две политически философии, които фундаментално са ангажирани с индивидуалната свобода на волята, но все пак се различават една от друга по много и различни начини.“. Анархизмът споделя с либерализма радикалната посветеност на индивидуалната свобода, докато същевременно отхвърля неговите конкурентни отношения на собственост.".
Сравнение между лява и дясна политика.
| Леви                                          | Десни                                        | |
| --------------------------------------------- | -------------------------------------------- | --- |
| повече намеса в икономиката                   | по-малко намеса в икономиката laissez-faire  | Тук става дума за това дали правителството да се намесва (interventionism) или да не се намесва (laissez-faire) в икономиката за да постигне желаните социални резултати. Nolan chart го определя като разлика между ляво и дясно.                                                                       |
| определяне къде да работи                     | право да си избира къде да работи            | Повечето леви идеологии приоритизират интересите на работниците и управляват ресурса с цел подобряване на продуктивността, докато десните идеологии приоритизират дерегулацията (ненамесата) в пазарите.                                                                                                 |
| равенство на доходите                         | равенство на възможностите                   | Писателите които характеризират по този признак са Норберто Бобио и Даниеле Алън. В книгата си „Дясно и ляво. Основания и знаения на едно политическо разграничение“, Норберто Бобио се аргументира, че валидната разлика между ляво и дясно е субективното човешкото отношение към идеала за равенство. |
| правото диктува културата                     | културата диктува правото                    | Това е формулирано от американския сенатор Даниъл Мойниън, но е преразгледано от Едмънд Бърк. |
| човешката природа и общество са по-отстъпчиви | човешката природа и общество са по-фиксирани | Това е пример за естествен срещу отгледан, „емпиризъм или биогенетизъм“ аргумент. Предложена е за дефиниция на ляво-дясна дихотомия от Томас Соуел, и по-късно подкрепено от Джордж Лакоф в книгата му Moral Politics.                                                                                   |
| прогресивизъм                                 | консерватизъм                                | Дали да се използва работещата система и да не се променяме доколкото е възможно или да следим най-новите тенденции и да ги прилагаме с риск да се окажат погрешни? |

## Университетска дисциплина
Първата катедра по политология се основава в Швеция в 17 век. Политологията получава в най-ново време силно развитие в САЩ от гледна точка на организацията и на изследователския апарат. Свързаните с дисциплината изследвания обхващат различни проблемни области: политически теории, политическа философия, политическа икономия, политически системи, политическа култура и други. философът Чарлс Блатбърг, който определя политиката като „отговоряща на конфликт и диалог“, предлага описание, което разграничава политическите философии от политическите идеологии. Политологът Харолд Ласуел определя политиката като „кой получава какво, кога и как“.
Специфична характеристика на воденето на дисциплината в САЩ е разглеждането на проблемите предимно на микроравнище.

## Основни системи и идеологии
- Авторитаризъм
- Анархизъм
- Демокрация
- Диктатура
- Комунизъм
- Консерватизъм
- Космополитизъм
- Либерализъм
- Марксизъм
- Милитаризъм
- Нацизъм
- Национализъм
- Пацифизъм
- Плутокрация
- Самодържавие
- Социализъм
- Теокрация
- Тоталитаризъм
- Тимокрация
- Фашизъм

## Известни политически мислители
- Лао Дзъ
- Платон
- Аристотел
- Пьотр Кропоткин
- Николо Макиавели
- Шарл дьо Монтескьо
- Жан-Жак Русо
- Бенито Мусолини
- Томас Хобс
- Джон Лок
- Владимир Ленин
- Карл Маркс
- Михаил Бакунин
- Макс Вебер
- Морис Дюверже
- Юлиус Евола